# Височанська Наталя Валеріївна
Наталя Валеріївна Височанська (рос. Высочанская Наталья Валерьевна; нар. 10 травня 1984, Почапинці, Чемеровецький район, Хмельницька область, УРСР, СРСР) — російська акторка українського походження.

## Життєпис
Наталя Височанська народилася 10 травня 1984 року в селі Почапинці Чемеровецького району Хмельниччини. Їїї батько — моряк, мати — медсестра. Незабаром після народження Наталі, їй тоді виповнилося 4 місяці, сім'я переїхала в Санкт-Петербург, де батько працював моряком. 
У шкільні роки займалася в театральному гуртку. Після закінчення школи вступилв у Санкт-Петербурзьку державну академію театрального мистецтва. У 2006 році закінчила акторсько-режисерський курс Санкт-Петербурзької державної академії театрального мистецтва (майстер Веніамін Фільштинський). 
З 2006 року була акторкою театру «Балтійський дім», у 2007 році — акторка театру «Притулок комедіанта», з 2008 року є акторкою театру «За Чорною річкою» у Санкт-Петербурзі.
У 2012 році Наталя Височанська закінчила Східно-Європейський інститут психоаналізу.
Наталя Височанська дебютувала на великому екрані ще у студентські року, в 2005 році вона зіграла невелику роль у короткометражці «Марганцівка».

## Театр
Театр «Балтійський дім»
- 2006 — «Божевільний день або одруження Фігаро» — Сюзанна;

Театр «Притулок комедіанта»
- 2007 — «Людина Подушка» — Мати;

Театр «За Чорною річкою»
- 2008 — «Лейтенант з острова Інішмор» — Мейрід.

## Фільмографія
| Рік       |    | Українська назва                 | Оригінальна назва               | Роль                                                    |
| --------- | -- | -------------------------------- | ------------------------------- | ------------------------------------------------------- |
| 2019      | с  | Біля причалу                     | У причала                       | Марина, головна роль                                    |
| 2019      | с  | Підкидьок                        | Подкидыш                        | Матильда                                                |
| 2018      | с  | Реалізація                       | Реализация                      | Ірина Блажієвська, головна роль                         |
| 2018      | с  | Соломонове рішення               | Соломоново решение              | Олена Вербиніна, головна роль, колишня дружина Артема   |
| 2018      | с  | Уламки                           | Осколки                         | членкиня фонду                                          |
| 2018      | с  | Ідеальна дружина                 | Идеальная жена                  | Світлана Самохвалова, власниця «Клубу ідеальних дружин» |
| 2018      | с  | Мельник                          | Мельник                         | Ганна, дружина Малиновського                            |
| 2018      | с  | Ланцет                           | Ланцет                          | Ніна                                                    |
| 2018      | с  | Ґава                             | Ворона                          | Світлана, коханка Кабанова                              |
| 2017      | с  | Я вимагаю кохання!               | Я требую любви!                 | Марія Зубова, головна роль                              |
| 2017      | с  | Таємниці і брехня                | Тайны и ложь                    | Ольга Осипова                                           |
| 2017      | с  | Комісарша                        | Комиссарша                      | «Лєнта»                                                 |
| 2017      | с  | Інспектор Купер. Невидимий ворог | Инспектор Купер. Невидимый враг | Маргарита Рубцова                                       |
| 2017      | ф  | Олена Прекрасна                  | Елена Прекрасная                | Аліна                                                   |
| 2017      | с  | День розплати                    | День расплаты                   | Ольга                                                   |
| 2017      | с  | Двоє проти смерті                | Двое против смерти              | Гера                                                    |
| 2016      | с  | Що й потрібно було довести       | Что и требовалось доказать      | Лора                                                    |
| 2016      | ф  | Реверберація                     | Реверберация                    | епізодична роль                                         |
| 2016      | с  | Сережка Казанови                 | Серёжка Казановы                | Ліка, журналістка                                       |
| 2015      | с  | Червона королева                 | Красная королева                | Ліля Маслакаєва, модель                                 |
| 2015      | с  | Один день, одна ніч              | Один день, одна ночь            | Катерина Митрофанова                                    |
| 2015      | с  | Нерозрізані сторінки             | Неразрезанные страницы          | Катерина Митрофанова                                    |
| 2015      | с  | Аперкот для Гітлера              | Апперкот для Гитлера            | Ольга Чехова                                            |
| 2014      | ф  | Шукаю попутника                  | Ищу попутчика                   | дівчина Василя                                          |
| 2014      | с  | З небес на землю                 | С небес на землю                | Катерина Митрофанова                                    |
| 2014      | с  | Небесний суд. Продовження        | Небесный суд. Продолжение       | Мері Енн Тейлор                                         |
| 2014      | с  | Ленінград 46                     | Ленинград 46                    | Марина                                                  |
| 2014      | ф  | Ялинки кошлаті                   | Ёлки лохматые                   | жінка з псом                                            |
| 2013—2014 | с  | Кістки                           | Кости                           | Ганна Костіна, судова антропологиня, головна роль       |
| 2013      | с  | Морські дияволи. Смерч долі      | Морские дьяволы. Смерч судьбы   | Валентина                                               |
| 2013      | с  | Майор поліції                    | Майор полиции                   | Віка                                                    |
| 2013      | с  | Крик сови                        | Крик совы                       | Віра Белькевич, сестра Никифора, працівниця пошти       |
| 2013      | с  | Дорога                           | Дорогая                         | Белла                                                   |
| 2013      | ф  | Гість                            | Гость                           | Ольга                                                   |
| 2012      | с  | Хвіст                            | Хвост                           | Марина                                                  |
| 2012      | с  | Іржа                             | Ржавчина                        | Вікторія Лазарєва, головна роль                         |
| 2012      | с  | Принцип Хабарова                 | Принцип Хабарова                | дружина Мельникова                                      |
| 2012      | с  | Вантаж                           | Груз                            | Карина Левченко                                         |
| 2011      | с  | Формат А4                        | Формат А4                       | епізодична роль                                         |
| 2011      | с  | Шаман                            | Шаман                           | Вероніка                                                |
| 2011      | с  | Я їхала додому ...               | Я ехала домой...                | Марія Пуаре, головна роль                               |
| 2011      | с  | Пристави                         | Приставы                        | Олена                                                   |
| 2011      | с  | Три дні з дурнем                 | Три дня с придурком             | епізодична роль                                         |
| 2011      | с  | Опергрупа-2                      | Опергруппа-2                    | Наталя Семенова, криміналістка                          |
| 2011      | с  | Зустрічна течія                  | Встречное течение               | Олена                                                   |
| 2011      | с  | Державний захист-2               | Государственная защита-2        | Ірина Вересова                                          |
| 2011      | с  | Катря. Продовження               | Катя. Продолжение               | Тетяна Прохорова                                        |
| 2010      | с  | Страховики                       | Страховщики                     | Марина                                                  |
| 2010      | с  | Родинне вогнище                  | Семейный очаг                   | епізодична роль                                         |
| 2010      | с  | Робінзон                         | Робинзон                        | Віка                                                    |
| 2010      | ф  | Хованки                          | Прятки                          | дівчина з офісу                                         |
| 2010      | с  | ППС                              | ППС                             | Катря Забєліна                                          |
| 2010      | с  | Золотий капкан                   | Золотой капкан                  | Ганна Михайлівна                                        |
| 2010      | с  | Дорожній патруль-4               |                                 | Юля                                                     |
| 2010      | ф  | Демон і Ада                      | Демон и Ада                     | Мара                                                    |
| 2009—2010 | с  | Слово жінці                      | Слово женщине                   | Ольга Васканян                                          |
| 2009      | ф  | Людина біля вікна                | Человек у окна                  | гримерка                                                |
| 2009      | кф | Амітенс                          | Амитенс                         | секретарка                                              |
| 2009      | с  | Ще не вечір                      | Ещё не вечер                    | Катря Морозова                                          |
| 2008      | ф  | Важко бути мачо                  | Трудно быть мачо                | Олена                                                   |
| 2008      | с  | Ливарний-2                       | Литейный-2                      | Жанна Смирнова                                          |
| 2008      | с  | Августійший посол                | Августейший посол               | Кетрін                                                  |
| 2006      | с  | Туди, де живе щастя              | Туда, где живет счастье         | Магда у молоді роки                                     |
| 2006      | с  | Вулиці розбитих ліхтарів-8       | Улицы разбитых фонарей-8        | Лазарєва                                                |
| 2006      | с  | Свій-чужий                       | Свой-чужой                      | студентка                                               |
| 2006      | с  | Ментовські війни-3               | Ментовские войны-3              | епізодична роль                                         |
| 2005      | с  | Таємниці слідства-5              | Тайны следствия-5               | Наталка                                                 |
| 2005      | кф | Марганцівка                      | Марганцовка                     | епізодична роль                                         |

## Нагороди
- 2007 — Лавреатка Міжнародного фестивалю моновистав «Монокль», за моновиставу «Я актриса?».